# 安東恒季
安東 恒季（あんどう つねすえ、生年不詳 - 1496年（明応5年））は、日本の戦国時代の武将で蝦夷地の豪族。下国山城守と称した。安東定季の子。
父の死後、松前守護大館館主になる。大館は、道南十二館と呼ばれた蝦夷地における和人地の中心の一つであった。
恒季は粗暴で行状が極めて悪かったと伝えられており、無辜の民を殺戮することもあったという。このため配下の館主らにより宗家檜山安東忠季に訴えられた。恒季は1496年（明応5年）11月、忠季の手勢により攻められ自害し、大館は相原彦三郎季胤に預けられ、村上三河守政義が補佐することとなった。